# 龙田镇 (福清市)
龙田镇是中国福建省福州市福清市下辖的一个镇。

## 名称由来
龙田原称“牛田”，后建有“登龙门”及龙舟塘，故改名“龙田”。至今，福清方言仍称龙田为“牛田”。

## 行政区划
龙田镇下辖以下地区：
龙辉社区、福庐社区、珍塘村、上一村、下一村、二村、三村、上薛村、前坑村、南山村、后面村、上苍村、下溪村、友谊村、际塘村、坂头村、闻读村、西焦村、赤坑村、西坑村、东峰村、山头村、西亭村、北庄村、玉瑶村、锦美村、岭前村、树下村、玉峰村、山前村、东庭村、后林村、积库村、东营村、东施村、东欧村、西华村、东华村、厝场村、山利村、茶腰村和海滨村。